# Försvarsladdning

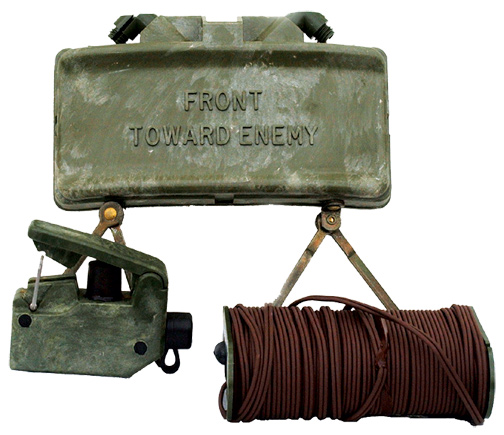
Amerikansk M18 Claymore-mina utrustad som försvarsladdning med kabel och fjärrtändare.

Försvarsladdning är en manuellt fjärrutlöst syftmina för närförsvar som används både militärt och polisiärt beroende på utformning och verkan. Militärt används de huvudsakligen mot oskyddade mål som infanteri och opansrade fordon.
I Sveriges försvarsmakt används bland annat försvarsladdning 21, en tidigare truppmina som efter 1999 blev reformerad till försvarsladdning under ny beteckning.

## Beskrivning
Den moderna försvarsladdningen härrör till viss del från Ottawafördraget 1999, även kallad "minförbudsfördraget", där landminor avsedda mot trupp ("truppminor") helt förbjöds i stora delar av världen. Huvudanledningen till detta var bland annat att truppminor inte kräver bevakning och utlöser sig själva vid kontakt med människor och djur, varav de ofta glöms bort efter krig och blir till blindgångare som dödar otaliga civila människor varje år.
Som alternativ till truppminor tilläts istället en mer reglerad version av syftmina, i Sverige dubbad "försvarsladdning". Syftmina avser minor försedda med en kontrollerbar fjärrutlösning, som genom observation (syft = sikt) utlöses manuellt när verkan bedöms erhållas i fienden. Försvarsladdningar reglerar detta ytterligare genom att "enbart" tillåta manuell fjärrutlösning och att vapnen "inte" får lämnas obevakade efter utplacering. Fjärrutlösning sker genom kabel eller trådlös signal från säkert avstånd.

### Icke-dödlig försvarsladdning

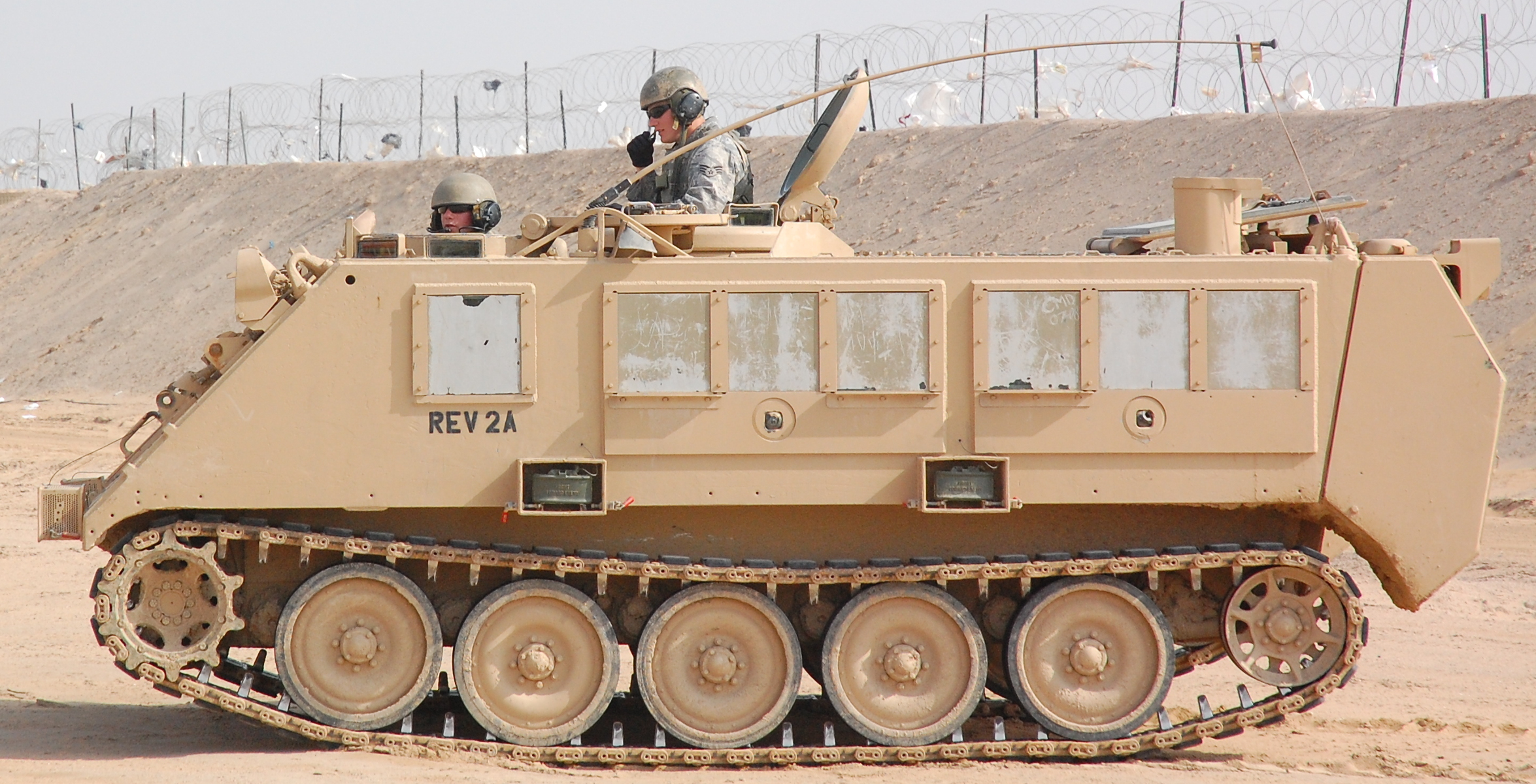
Amerikansk M113 pansarbandvagn under Irakkriget, försedd med icke-dödliga en-försvarsladdningar på sidorna.

Polisiära försvarsladdningar är traditionellt utformade efter icke-dödlig verkan och används av ambassader och liknande för personskydd mot kravaller. Verkansdelen består vanligen av ett skikt gummikulor framför en riktad drivladdning, och vissa exempel är även försedda med ljusblixt likt en distraktionsgranat (flashbang).
Under Irakkriget monterades icke-dödliga försvarsladdningar av typen M5 MCCM(en) (modular crowd control munition) på fordon såsom den amerikanska pansarbandvagnen M113, två externt monterade på var sida om fordonet.

### Dödlig försvarsladdning
Militära försvarsladdningar är traditionellt ämnade för väpnad strid och utformas framför allt efter dödlig verkan. Verkansdelen är traditionellt förfragmenterad likt en kulspränggranat med ett kullager inbakat i sprängladdningen för större splitterverkan. Verkan kan antingen vara riktad eller oriktad beroende på modell och de används huvudsakligen mot oskyddade mål som infanteri och opansrade fordon.

## Utskjutbara försvarsladdningar till pansarfordon

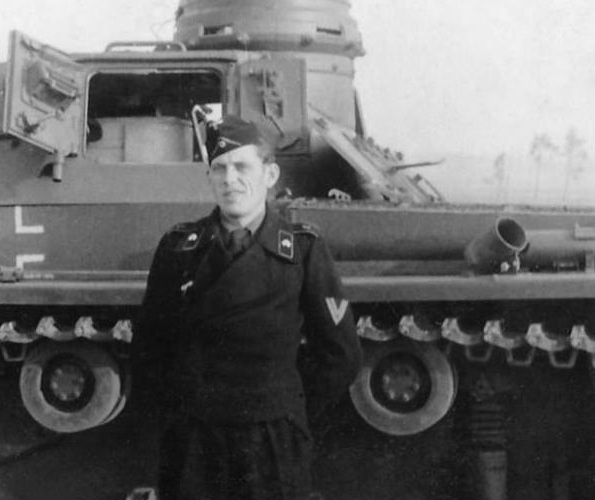
Tysk Panzer III stridsvagn med en "försvarsladdningskastare" till höger.

Till pansarfordon finns en alternativ version av försvarsladdning som skjuts ut från fordonets rökkastare eller från särskilt konstruerade kastanordningar. Dessa är ämnade mot infanteriangrepp runt och ombord fordonet och består av små förfragmenterade spränggranater.
Ett sådant system introducerades av Nazityskland redan under andra världskriget, benämnt Minenabwurfvorrichtung(en) (ungerfär "minfällaranordning"). I modern tid finns istället olika typer av närförsvarsammunition till konventionella rökkastare.